# アフォンダトーレ (装甲艦)

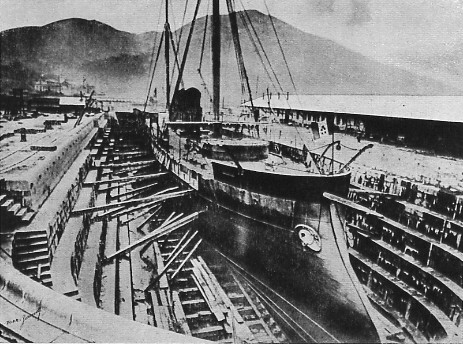
ドック内で整備を受ける「アフォンダトーレ」。鋭い艦首の衝角と甲板上の旋回砲塔に注意。

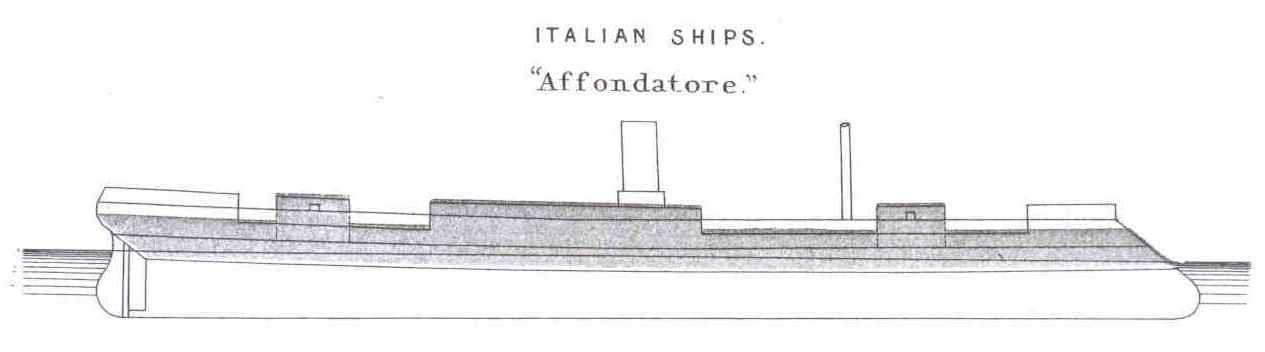
「アフォンダトーレ」の装甲配置を示した図

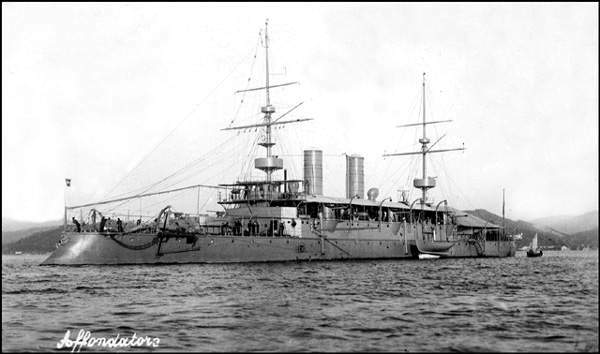
近代化改装後の「アフォンダトーレ」

アフォンダトーレ (Affondatore) はイタリア海軍の砲塔衝角艦。一等甲鉄砲塔装甲艦。イタリア海軍唯一の帆装を有する砲塔艦である。
1862年10月11日にイギリス、ミルウォールのメーア造船と建造の契約が結ばれるも、同社の破産により1863年4月に同じくイギリスのハリソン社と改めて契約がなされた。1863年4月11日起工。1865年11月3日進水。
船体は鉄製。常備排水量4100トン、満載排水量4540トン、全長93.8m、垂線間長89.6m、幅12.2m、吃水6.5m。または常備排水量4006トン、満載排水量4307トン、全長307フィート9インチ (93.8m)、垂線間長293フィート10インチ (89.56m)、幅40フィート (12.20m)。もしくは満載排水量4307トン、全長93.89m、幅12.20m、吃水6.35m。艦首には鋳鉄製の衝角を備える。
兵装はアームストロング228mm（220mm）砲2門を単装砲塔2基に搭載。30口径254mm砲2門（「明らかに後装施条砲」だという）とも。他に80mm砲を2門搭載した。
モーズレイ1段膨張蒸気往復動機関1基、角缶8基搭載で出力2700馬力。2717指示馬力とも。煙突は2本。1軸推進で速力12ノット。帆装は二檣スクーナー。バウスプリットはない。
装甲は舷側127mm、砲塔127mm、甲板50mm。または舷側最大5インチ、砲塔5インチ、甲板2インチ。
1866年6月6日就役。1966年6月20日、イタリアはオーストリアに宣戦布告し第3次イタリア独立戦争が始まる。同日、イギリスによる接収を恐れ、未完成状態でロンドンから出航した。
1866年7月20日、リッサ海戦に参加。
1866年8月6日、嵐のためアンコーナ沖で沈没。
引き揚げ後、1889年までの間に3度改装を受けており、1度目の改装時に30口径254mm砲2門を搭載したとも。3度目の改装後の兵装は254mm砲2門、40口径120mm砲6門、75mm速射砲1門、57mm速射砲8門、37mm回転砲4門となっている。また、これらの改装で機関、ボイラーが換装されて出力3240指示馬力となり、帆装は撤去されて最終的にファイティングトップを有するマスト2本となった。1891年には魚雷発射管2門が搭載され、水雷練習艦となった。
1907年10月11日に除籍され、その後はターラントで弾薬保管庫として使用された。